# Rie Shito
Rie Shito –en japonés, 司東利恵, Shito Rie– (26 de agosto de 1973) es una deportista japonesa que compitió en natación.
Ganó una medalla de plata en el Campeonato Mundial de Natación de 1991 y tres medallas en el Campeonato Pan-Pacífico de Natación, en los años 1989 y 1993.
Participó en los Juegos Olímpicos de Barcelona, ocupando el quinto lugar en la prueba de 200 m mariposa.

## Palmarés internacional
| Campeonato Mundial      | Campeonato Mundial | Campeonato Mundial | Campeonato Mundial |
| Año                     | Lugar              | Medalla            | Prueba             |
| ----------------------- | ------------------ | ------------------ | ------------------ |
| 1991                    | Perth (Australia)  | Medalla de plata   | 200 m mariposa     |
| Campeonato Pan-Pacífico |                    |                    |                    |
| Año                     | Lugar              | Medalla            | Prueba             |
| 1989                    | Tokio (Japón)      | Medalla de oro     | 200 m mariposa     |
| 1993                    | Kobe (Japón)       | Medalla de oro     | 200 m mariposa     |
| 1993                    | Kobe (Japón)       | Medalla de bronce  | 4 × 100 m estilos  |